# ケショウヤナギ
ケショウヤナギ（化粧柳、学名: Salix arbutifolia）は、ヤナギ科ヤナギ属の樹木。中国、日本、韓国及びロシアなどのアジア東部の寒冷地に多く、日本では、北海道の日高・十勝地方と、長野県の梓川上流部に自生する。 

## 名称
ケショウヤナギの名前の由来は、植物学者の牧野富太郎による。春先になると白い粉を吹き、まるで化粧をしているような姿をとらえて名付けられた。辻井達一は、「樹肌があたかもお化粧したように白く見えるところからきた名前」だと解説している。
2005年ごろから山岳ガイドの武川俊二によってケショウヤナギの名前の由来を「ケショウヤナギの若木は、冬芽が赤く染まります。冬、雪景色を背景に赤く染まる冬芽の群生が若い娘が口紅を指したように美しい」と呼ぶのが相応しいとして「この美しさは、冬だけしか見られません」と冬の上高地へ誘い込むための口上として使い始めた通説がある。
別名にカラフトクロヤナギ、クロヤナギがあり、樹肌の白く粉を吹いたところに注目せずに、太くなった幹が黒色を帯びた褐色になるところから名付けられたとされる。

## 分布と生育環境
アジア東部の寒冷地である朝鮮半島北中部、中国東北部、バイカル湖以東のシベリア・カムチャツカ、カラフトなどの日本海寄りに多く見られる。上高地では、河童橋わきに大木があるが、主として中ノ瀬園地から横尾までの河原・川岸に自生し、山の斜面には見られない。
日本における分布は、最初は長野県の上高地の一ノ俣出合付近だけということになっていたが、のちに北海道の十勝川支流の札内川流域（大正付近）や音更川流域に生育しているのが発見された。世界的にはシベリアからサハリンにかけて分布し、日本での分布は隔離分布である。

### 北海道のケショウヤナギ

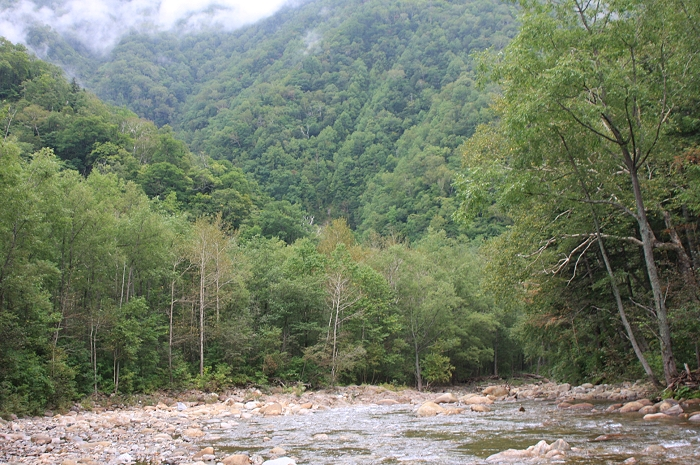
札内川上流に隔離分布するケショウヤナギ

十勝川、歴舟川、札内川、戸蔦別川、日高幌別川、猿留川、渚滑川に自生している。札内川では日本最大の群落を形成している。札内川の河原はゴロゴロとした石に覆われており、植物が育つには不向きだが、ケショウヤナギは他の植物が生育できない礫質の河原で生長することができる。札内川は河床の移動が激しく、洪水による河岸浸食により寿命に満たないうちに倒壊するケショウヤナギが多く見られるが、同時に新たな河原が形成され、ケショウヤナギの更新に適した環境が提供される。

### 長野県のケショウヤナギ
1927年に上高地で自生しているものが発見されて有名になった。その後は長く、標高の高い寒冷地でなければ育たないものと思われていた。しかし1949年に、山崎林治が梓川の河原で自生しているケショウヤナギを発見した。その後、1969年に梓橋から3キロメートルほど下流でも群落が発見され、1983年にはさらに下流の奈良井川との合流点でも見つかった。
現在みられる下流域の群落としては、松本市波田地区押出（おしで）、同市梓川地区八景山（やけやま）のものがある。
2012年11月、大町市の鹿島川で、推定樹齢3～5年・樹高約3ｍの幼木が1本発見された。鹿島大橋上流100ｍの河原の中で、大町山岳博物館の学芸員がケショウヤナギであることを確認した。発見されたのは1本だけで、他にはまだ見つかっていない。

## 特徴
落葉性の木本で、樹高30メートル (m) ほどの高木になるものもある。幹径も1.5 m以上になるといわれるが、そこまで大きくなるものはあまり見られない。比較的若い幹や枝には、白いロウ質の粉がつく。葉は互生で葉身は長さ5 - 7.5センチメートル (cm) 、幅3 - 5 cmの長楕円形である。托葉を持ち、葉柄は短い。
花期は、松本盆地で4月下旬、上高地ではそれより1か月遅れである。ヤナギ科なので雌雄異株で、花は尾状花序つまり小さい花が集まった5 cmにも及ぶ穂になり、咲き終えると花序全体が落ちる。雄花は雄しべが5本、雌花は雌しべがあるだけで、花弁も蜜腺もなく、ヤナギ科としては例外的に風媒花である。小さい苞や腺体があり、これらに綿毛を生じて、穂全体が綿毛に包まれたように見えるものが多い。
冬芽は1枚のカバーのような鱗片に包まれている。種子には柳絮（りゅうじょ）と呼ばれる銀色に輝く綿毛がついており、風に乗ってよく飛散する。風に乗って種子が柳絮で飛散する様子は壮観である。ヤナギ科植物の種子は胚乳がなく種皮が薄く短命だが、ケショウヤナギの種子の寿命も1か月程度と短い。種子が飛ぶのは上高地で6月初旬から7月初旬の約1か月である。生育に適した場所（特に水分）に到達した種子だけが発芽・定着でき、新たな群落を形成できる。
若木の生長は早く、よく花をつける。しかし、接ぎ木や挿し木はむずかしく、若木でないと移植も容易でないなど、一般のヤナギとは異なる点が多い。冬の間に枝をとって挿し木をすれば発根するともいわれる。

## 保全状況評価
VULNERABLE (IUCN Red List Ver. 2.3 (1994))
環境省のレッドリストでは、2000年に販売されたレッドデータブックまでは絶滅危惧II類であったが、2007年に公表されたレッドリストでは削除された。